# Pierre Ramond
Pierre Ramond, ameriški fizik, *  31. januar 1943, Neuilly-sur-Seine, Francija.

## Življenje
Ramond je najprej študiral strojništvo na Kolidžu Newark. Doktoriral je iz fizike na Univerzi v Syracusi (New York, ZDA) pod Balačandranovim mentorstom. Pozneje je delal na Univerzi Yale. Najprej kot predavatelj, nato pa od 1973 do 1976 kot profesor. Pozneje je bil na Kalifornijskem tehnološkem inštitutu (Caltech). Leta 1980 je postal tudi profesor fizike na Univerzi Floride. Od leta 1999 je zaslužni profesor univerze. Je predstojnik Inštituta za osnovno teorijo (IFT) Oddelka za fiziko floridske univerze.

## Delo
Igral je pomembno vlogo pri razvoju teorije superstrun. Neodvisno od francoskega teoretičnega fizika Andréa Neveua (rojen 1946) in ameriškega fizika Johna Henryja Schwarza (rojen 1941) je razvil prvo teorijo strun za fermione. Pozneje se je ukvarjal tudi s teorijo velikega poenotenja.

## Priznanja
Je član Ameriškega fizikalnega društva. Prejel je medaljo Oskarja Kleina, ki jo podeljujeta Švedska kraljeva akademija znanosti in Univerza v Stockholmu. Leta 2015 je prejel Heinemanovo nagrado za matematično fiziko.